# Önets naturreservat
Önets naturreservat ligger vid Ytterån i Krokoms kommun, Jämtland. Reservatet omfattar 7,5 hektar och bildades år 1947. Inom naturreservatet 150-årig granskog med stort inslag av gamla lövträd, särskilt asp och sälg.